# Njivak
Njivak är en ort i Bosnien och Hercegovina.   Den ligger i entiteten Republika Srpska, i den nordöstra delen av landet, 120 km norr om huvudstaden Sarajevo. Njivak ligger 88 meter över havet och antalet invånare är 107.
Terrängen runt Njivak är platt. Närmaste större samhälle är Gradačac, 11,4 km sydväst om Njivak. 
Trakten runt Njivak består till största delen av jordbruksmark. Runt Njivak är det ganska tätbefolkat, med 67 invånare per kvadratkilometer.